# قائمة شخصيات خلف حائط الحديقة
خلف حائط الحديقة (بالإنجليزية: Over the Garden Wall) هو مسلسل رسوم متحركة مصغر أمريكي من تأليف باتريك مكهيل لصالح كرتون نتورك. تدور أحداث المسلسل حول أخوين غير شقيقين وهما ويرت وكريغ، واللذان يسافران عبر غابة غريبة لكي يجدا طريقهما للمنزل، ومع ذلك فإنهما يصادفان أشياء غريبة في رحلتهما. يتميز المسلسل باحتوائه العديد من الشخصيات المميزة التي أبتكرها باتريك مكهيل. بطلا المسلسل هما الأخوان ويرت (الأخ الأكبر المحرج والمتشائم) وكريغ (الأخ الأصغر النشط والمتفائل). يسافر الثنائي عبر غابة غريبة، ويبحثان عن طريق العودة إلى منزلهما ويواجهان أشياء عجيبة على طول رحلتهما. في سعيهم هذا، تظهر لويرت وكريغ عدة شخصيات مثل بياتريس والحطاب والوحش وغيرهم.

الشخصيتان الرئيسيتان ويرت وكريغ مع الضفدع وبياتريس

## الشخصيات الرئيسية
ويرت (بالإنجليزية: Wirt) (مُثل صوته بواسطة عبدو حكيم) هو الشخصية البطلة في المسلسل إلى جانب أخيه الأصغر غير الشقيق كريغ. غالبا ما يكون لديه منظورا حازما وجادا بشأن المواقف. يرتدي قبعة حمراء مدببة تشبه قبعة بابا نويل، ورداء أزرق داكن، وزوج من السراويل الرمادية، وقميص أبيض. يرتدي أحذية بألوان غير متطابقة، حيث يكون أحد الأحذية أسود والآخر بني. يتم تصوير ملابسه على أنها زي هالووين - على الرغم من أنه حتى ويرت، الذي جمع الزي بنفسه، يكون في حيرة عندما يتعلق الأمر بشرح ما يفترض أن يكون عليه الزي على وجه التحديد. إنه متشائم ويخاف بشكل مبالغ فيه وسهل، ويمكن أن يصبح منزعجا بسرعة من كريغ، على الرغم من الاهتمام العميق به. هو نحيف نسبيا وقصير بعض الشيء. إنه معجب بفتاة تدعى سارة، وهي زميلة له في الدراسة، وغالبا ما يكتب ويقرأ الشعر، ويمكنه أيضا العزف على الكلارينيت. ويرت في المدرسة الثانوية.
غريغوري (بالإنجليزية: Gregory) أو كريغ (بالإنجليزية: Greg) (مُثل صوته بواسطة عدي حكيم) هو الشخصية الرئيسية الثانية في المسلسل والأخ الأصغر غير الشقيق لويرت. إنه نشيط ومبدع، وهو نقيض ويرت تقريبا. إنه قصير وسمين بعض الشيء، ويرتدي زوجا من الوزرة الخضراء، وأحذية سوداء مطابقة وحقيبة بنية فوق قميص أبيض مع شريط. على عكس ويرت، غالبا ما يكون غير مهتم بمواجهة الخطر؛ على سبيل المثال، يتبع ببهجة تعليمات الوحش، ويتحدى دون علم نوايا الوحش لاستنفاد قوته. يرتدي غلاية شاي على رأسه بحيث يحاول أن يشبه الفيل في يوم الهالووين.
بياتريس (بالإنجليزية: Beatrice) (مُثل صوتها بواسطة سيلينا شويري) هي أحدى الشخصيات الرئيسية في المسلسل. هي طائر أزرق يمكنها الكلام وتتبع ويرت وكريغ في رحلتهما بعد أن ساعداها. كانت شابة بشرية ألقت صخرة على طائر أزرق، وتحولت هي وعائلتها إلى طيور زرقاء بسبب سوء عملها. لقد توصلت إلى اتفاق مع سيدة عجوز تدعى أديلايد لتجد لها طفل يخدمها، حيث ستحصل على مقص سحري من شأنه أن يزيل لعنة العائلة إذا استخدمته لتقليم أجنحتها.

## الشخصيات الثانوية
الحطاب (بالإنجليزية: The Woodsman) (مُثل صوته بواسطة جورج دياب) هو أحد الشخصيات الثانوية في المسلسل. كان قاضي البلدية سابقا، لكنه انتقل إلى منزل في الريف مع زوجته وابنته. إنه يرتدي قبعة وملابس داكنة اللون، وأحذية سوداء. غالبا ما يُرى وهو يحمل فانوس الوحش المظلم، أو فأسا، أو مربوط بظهره حزمة كبيرة من الخشب. أصيبت زوجته بجروح قاتلة على يد مخلوق مجهول الهوية، وخدعه الوحش للاعتقاد بأنه وضع روح ابنته في فانوسه المظلم، ووعد بأن روح ابنته ستعيش طالما أن الشعلة داخل الفانوس كانت مشتعلة. أجبر هذا الأمر الخطاب على البدء في تقطيع أشجار إديلوود من أجل الحفاظ على نار الفانوس مشتعلة، لكنه يطفئها في النهاية مما يؤدي إلى موت الوحش.
الضفدع (بالإنجليزية: The Frog) هو أحد الشخصيات الثانوية في المسلسل. هو ضفدع عثر عليه كريغ بعد فترة وجيزة من عبوره هو وويرت إلى غابة المجهول. لقد سمى كريغ الضفدع بالعديد من الأسماء، بما في ذلك «كيتي» و«ويرت» و«جورج واشنطن» و«بنيامين فرانكلين» و«د. خيار» و«غريغ جونيور». حتى سماه في نهاية المطاف باسم «جيسون فوندربوركر». يأتي الضفدع مع ويرت وكريغ في بحثهما عن طريق العودة إلى المنزل عبر الغابة، ولديه القدرة على التحدث والغناء وربما العزف.
الوحش (بالإنجليزية: The Beast) (مُثل صوته بواسطة فادي الرفاعي) هو أحد الشخصيات الثانوية في المسلسل وهو الخصم الرئيسي فيها. يتم تصويره بشكل دائم تقريبا في صورة ظلية. إنه يعرف ميف يتحدث جيدا ويتلاعب، ولديه القدرة على امتلاك والتحكم بمخلوقات أخرى. لديه شكل بشري يشبه الشجرة وزوج من القرون. تتوهج عيناه بلون أبيض باهت، ومع ذلك يمكن أن يكون لها بؤبؤ أحمر وصلية زرقاء صفراء فاتحة. يجبر الوحش الحطاب على الاهتمام بفانوسه المظلم، الذي يحتوي على روح الوحش، بحجة أنه يحتوي على روح ابنة الحطاب. طوال المسلسل، يتبع الوحش ويرت وكريغ، في محاولة لتحويلهما إلى أشجار من أجل فانوسه. عندما يضيء ويرت ضوء الفانوس على الوحش في الحلقة الأخيرة من المسلسل، يظهر شكله الكامل للمرة الوحيدة، وتبين أنه يتكون من وجوه بشعة خشبية مختلفة، على الأرجح من أرواح أولئك الذين حولهم إلى أشجار. يُقتل الوحش عندما يُطفئ الحطاب اللهب الذي يكون داخل الفانوس.
أديلايد (بالإنجليزية: Adelaide) (مُثل صوتها بواسطة جيهان الملا) هي أحدى الشخصيات الثانوية في المسلسل. هي إمرأة عجوز وأخت العمة ويسبيرس. تعد بياتريس بأنها ستعطي مقصها السحري لإزالة اللعنة المفروضة على عائلة بياتريس. تقوم أديلايد بحبس ويرت وكريغ وتحاول جعلهما خادمين لها، لكنها تُقتل عندما تفتح بياتريس نافذة في منزلها، مما تسبب في ذوبانها بفعل هواء الليل (وهو قاتل سام بالنسبة لها).

## شخصيات مكررة أخرى
سارة (بالإنجليزية: Sara) (مُثل صوتها بواسطة رنا الرفاعي) هي معشوقة ويرت ومشجعة فريق الرغبي الخاص بمدرسته وتكون زميلة له في الدراسة. لم تظهر سارة سوى في يوم الهالووين في المسلسل، لذلك شوهدت وهي ترتدي زي تنكري على شكل مهرج مع وجه مصبوغ بشكل جمجمة طوال المسلسل. يمتلك جيسون فوندربوركر مشاعر حب تجاهها، بالرغم من أنها لا تهتم به، إلا أن ويرت يعتبر مشاعر جيسون بمثابة تهديد كبير على علاقته بسارة.
العمة ويسبيرز (بالإنجليزية: Whispers) هي وصية لورنا. إنها تحمل جرسا ذهبيا يمكنه التحكم في الروح الشريرة التي تسيطر على لورنا. إنها أخت أديلايد، ولها رأس وعينان كبيرتان جدا. على عكس أختها، فهي لطيفة ورحيمة، ومحبة حقا للورنا. كانت تعرف بالفعل طريقة لإنقاذ لورنا من الروح الشريرة فيها، لكنها امتنعت من القيام بذلك خوفا من أن تتركها لورنا؛ بعد أن جاءت لرعايتها مثل الابنة. أحيانا تأكل السلاحف السوداء.
لورنا (بالإنجليزية: Lorna) هي فتاة شابة شاحبة كانت تسيطر عليها روح شريرة. هي ترتدي غطاء رأس أبيض اللون، وبلوزة مائية داكنة، ومئزر أبيض، وتتحدث بلكنة بريطانية إنجليزية في النسخة الأصلية (الإنجليزية) من المسلسل. ولي أمرها هو العمة ويسبيرز، التي تتحكم في الروح الشريرة التي تسيطر على لورنا باستخدام جرس ذهبي، مما يجعلها تؤدي الأعمال المنزلية والمهام لصرف انتباه الروح عن جعلها شريرة. يستخدم ويرت الجرس لاحقا لطرد الروح منها. لوحظ بينها وبين ويرت بعض مظاهر الحب أو الإعجاب.
جيسون فاندربوركر (بالإنجليزية: Jason Funderberker) هو زميل لويرت في الدراسة. جيسون يحب سارة ولكنها لا تبادله نفس الشعور، ولكن موضوع حبه لها يجعل ويرت يراه كخطر على علاقته بسارة.
ملكة الغيوم هي ملكة تحكم الغيوم قام كريغ بطلب مساعدتها لتحقيق أمنية له، وكانت هذه الأمنية إنقاذ ويرت من الوحش وشروره.